# یوباهازا
یوباهازا (به مجاری:  Jobaháza) یک شهرداری در مجارستان است که در ناحیه چورنا واقع شده‌است. یوباهازا ۸٫۰۶ کیلومتر مربع مساحت و ۵۵۸ نفر جمعیت دارد.